# Michael Gauci
Michael Gauci (ur. 19 sierpnia 1950) – maltański strzelec, olimpijczyk.
Uczestnik Letnich Igrzysk Olimpijskich 1984. Startował wyłącznie w trapie, w którym zajął 48. lokatę (startowało 70 zawodników).

## Wyniki

### Igrzyska olimpijskie
| Igrzyska         | Konkurencja | Wynik    | Miejsce | Źródło |
| ---------------- | ----------- | -------- | ------- | ------ |
| Los Angeles 1984 | Trap        | 172 pkt. | 48      | [ 1 ]  |